# ウズベキスタンのキリスト教

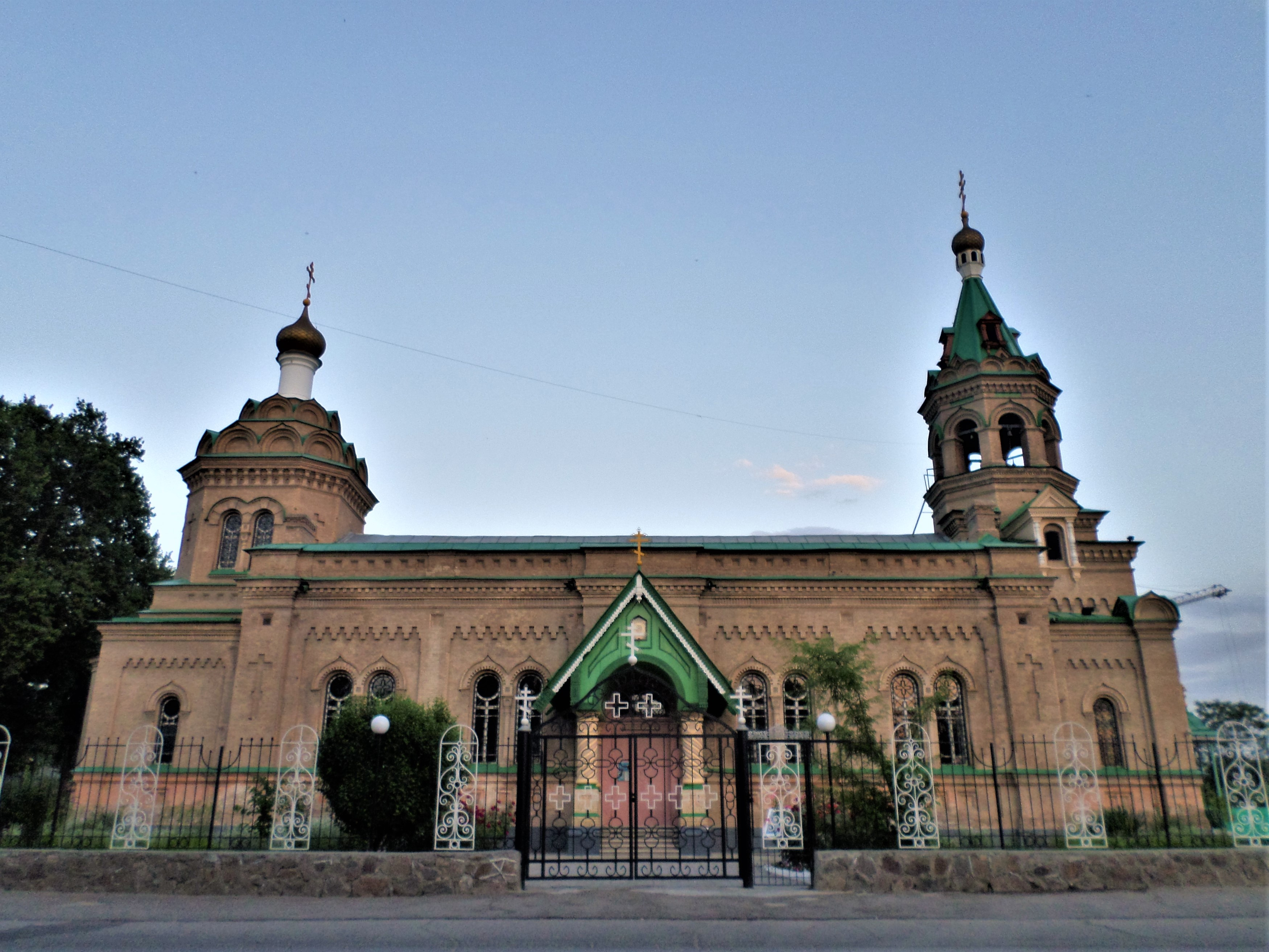
サマルカンドのロシア正教会の教会堂

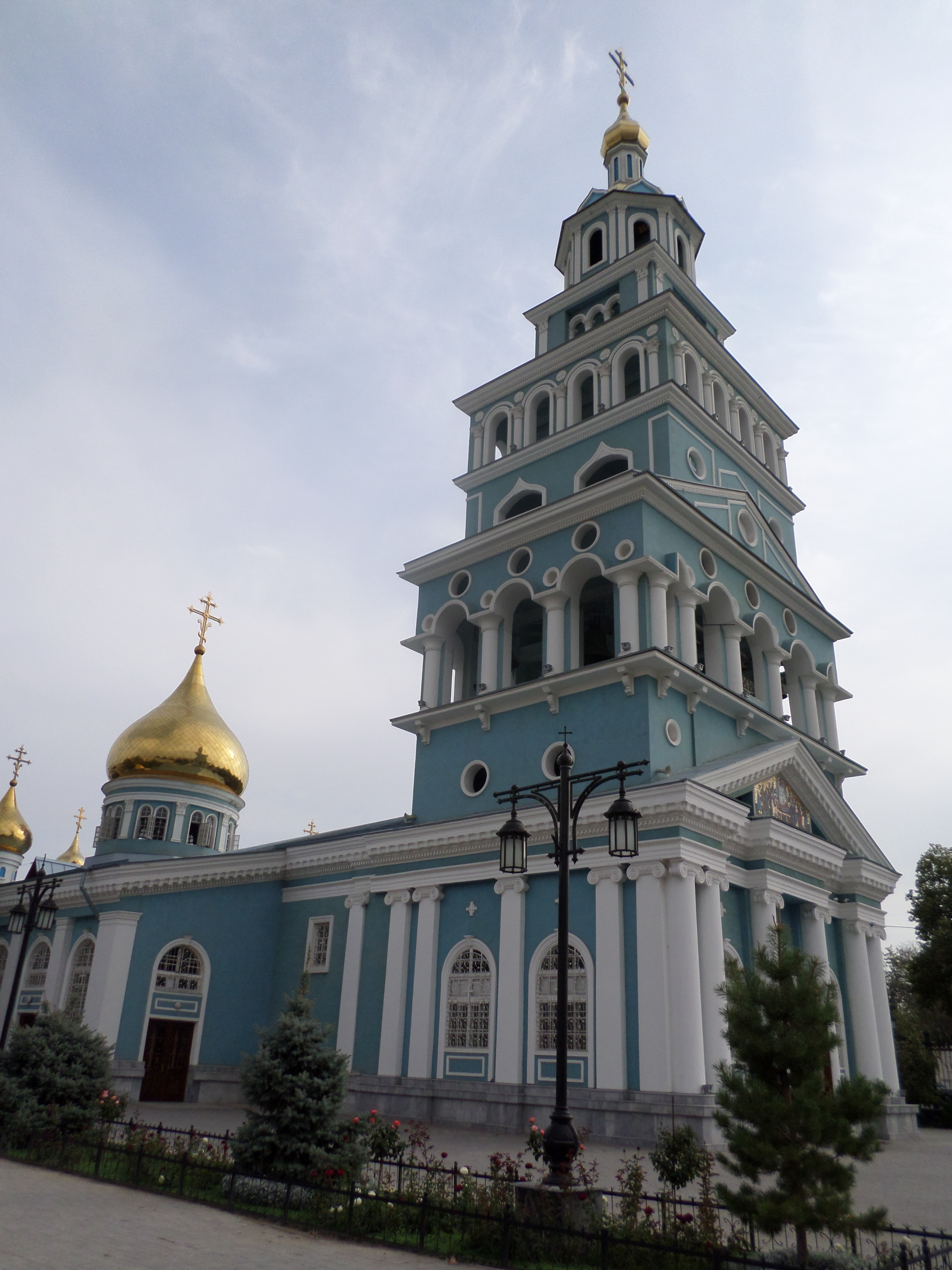
タシュケントの教会堂

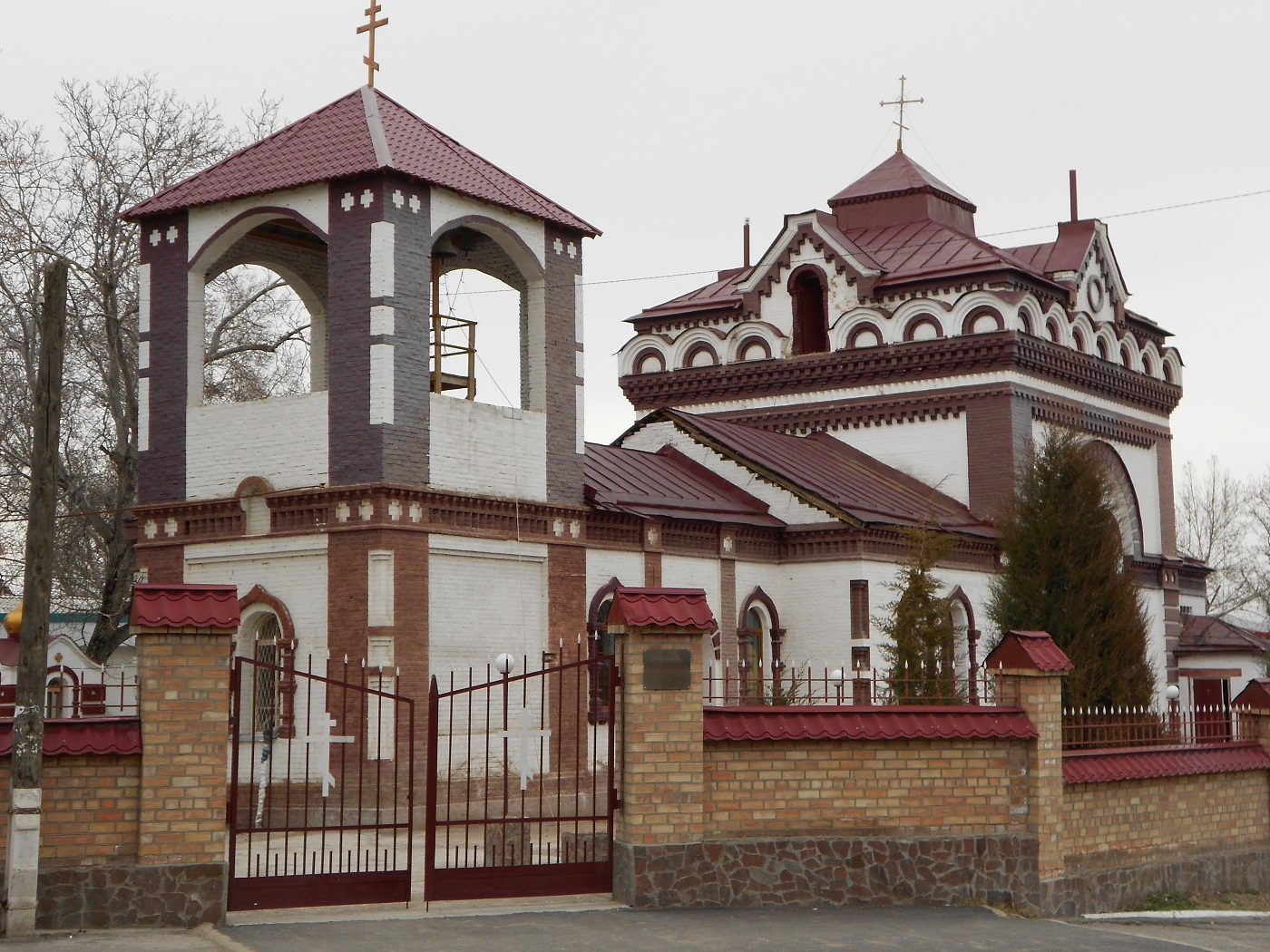
チルチクの教会堂

本項目では、ウズベキスタンのキリスト教について記述する。

## 概要
ウズベキスタンのキリスト教の信者は現在国内では少数派であり、全人口の約5％がキリスト教の信者である。イスラム王朝の侵攻以前は、アッシリア東方教会やシリア正教会といった東方諸教会の信徒が現在よりも大きな規模で存在したと考えられている。イスラム王朝が建設された後もしばらくは信仰に制限はなかったが、1400年頃、ティムールが自身の国であるティムール朝においてキリスト教に対する大規模な弾圧を実施、この頃にキリスト教信者はほぼいなくなったと考えられている。サマルカンド、そして中央アジアにあった最後のキリスト教の教会堂も彼の孫であるウルグ・ベクにより破壊された。
キリスト教は1867年のロシア帝国による侵攻後主にロシア人によって信仰が再度行われるようになった。国内の大都市には主にロシアやヨーロッパからの入植者に対してロシア正教会の教会が建設された。
2009年のアメリカ合衆国国務省の調査によると、ウズベキスタンの全人口の約5%が正教会の信徒であり、そのほとんどがロシア系ウズベキスタン人である。また、国内には約4000人のカトリック信徒がいるが、新しい教区であるため統計結果に出ていない。2006年、法改正により、宗教的な本の印刷を行った者は最大3年の懲役刑が課されることになった。これはウズベキスタン政府がキリスト教信徒を迫害していると信徒たちは考えている。
ウズベキスタンはアメリカ合衆国国務省が特定の関心をもつ国のリストに指定されていた。

## プロテスタント
プロテスタントを信仰する者は全人口の1％未満である。ウズベキスタンには7つの福音ルーテル教会の教区教会がある。監督の座はタシュケントにある。教会会議の長はGilda Razpopovaである。

### 国内のプロテスタントの宗派
- ウズベキスタンバプテスト連盟
- ドイツ福音ルーテル教会
- 高麗バプテスト教会
- 高麗メソジスト教会
- 高麗長老派教会